# Ковалевський Ян Анатолійович
Ян Анатолійович Ковалевський (нар. 26 червня 1993, Запоріжжя, Україна) — український футболіст, півзахисник та нападник.

## Кар'єра гравця
Вихованець запорізького «Металурга». Під час виступів у ДЮФЛ був найкращим бомбардиром команди. Вважався одним з найперспективніших випускників «Металурга» 1993 року народження.
Після завершення навчання уклав контракт з «Металургом». У сезоні 2009/10 років грав у другій лізі за «Металург-2». У сезоні 2010/11 років грав за дубль «козаків» у молодіжному чемпіонаті. У цьому ж сезоні дебютував у Прем'єр-лізі. 15 травня 2011 року в матчі проти «Севастополя» в доданий до другого тайму час замінив Євгена Пісоцького. Наступний сезон «Металург» провів у першій лізі. Протягом чемпіонату Ковалевський тричі виходив на поле у складі першої команди, ще 21 матч зіграв за «Металург-2». Через малу вагу при високому зрості був переведений з позиції нападника в півзахисники. З сезону 2012/13 років — гравець молодіжного складу «козаків».
Наприкінці березня 2016 року перейшов до комсомольського «Гірника-спорту». Дебютував у складі комсомольського клубу 26 березня 2016 року в програному (1:3) виїзному поєдинку 19-о туру Першої ліги проти криворізького «Гірника». Ян вийшов на поле в стартовому складі, а на 58-й хвилині його замінив Антон Савін. 1 червня 2016 року залишив розташування клубу. У складі комсомольського клубу зіграв 11 матчів у Першій лізі.
Наприкінці червня 2016 року відправився на оглядини до відродженого запорізького «Металурга». Проте в середині липня 2016 року перейшов до стрийської «Скали». Дебютував у футболці стрийського клубу 24 липня 2016 року в програному (1:2) виїзному поєдинку 1-о туру Першої ліги проти маріупольського «Іллічівця». Ковалевський вийшов на поле в стартовому складі, а на 81-й хвилині його замінив Олег Квич. Зігравши 1 матч за стрийську команду, на початку вересня перейшов до запорізького «Металурга». Дебютував у футболці запорожців 2 вересня 2016 року в програному (0:1) виїзному поєдинку 7-о туру Другої ліги проти білоцерківського «Арсеналу-Київщина». Ян вийшов на поле на 46-й хвилині, замінивши Руслана Курдаса. Єдиним голом у футболці «металургів» відзначився 20 листопада 2016 року на 69-й хвилині переможного (2:1) домашнього поєдинку 20-о туру Другої ліги проти хмельницького «Поділля». Ян вийшов на поле в стартовому складі та відіграв увесь матч. У складі «Металурга» зіграв 20 матчів та відзначився 1 голом.
Напередодні початку сезону 2017/18 років перейшов до сімферопольської «Таврії». Влітку 2017 року у складі кримського клубу отримав травму, через що не зіграв за команду жодного офіційного поєдинку. Згодом отримав статус вільного агента й повернувся на перегляд до запорізького клубу.

## Стиль гри
Олександр Прошута, оглядач порталу Football.ua, в лютому 2013 року так охарактеризував футболіста: «Головна сильна сторона гравця — швидкість. Ковалевський досить добре обігрує один в один, може просто втекти від суперника й зробити гостру передачу в штрафний майданчик. Десь може забити й сам — з гольовим чуттям... все в порядку, плюс є потужний удар з правої ноги. Шкода, що не зовсім все в порядку з потужністю... ».